# DIMM

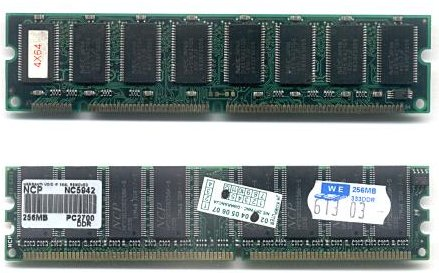
Dois tipos de DIMMs: um módulo SDRAM de 168 pinos (superior) e um módulo DDR SDRAM de 184 pinos (inferior). O módulo SDRAM possui dois entalhes (cortes ou incisões retangulares) na borda inferior, enquanto o módulo DDR1 SDRAM possui um. Além disso, cada módulo possui oito chips de RAM, mas o inferior possui um espaço desocupado para o nono chip; este espaço é ocupado em ECC DIMMs

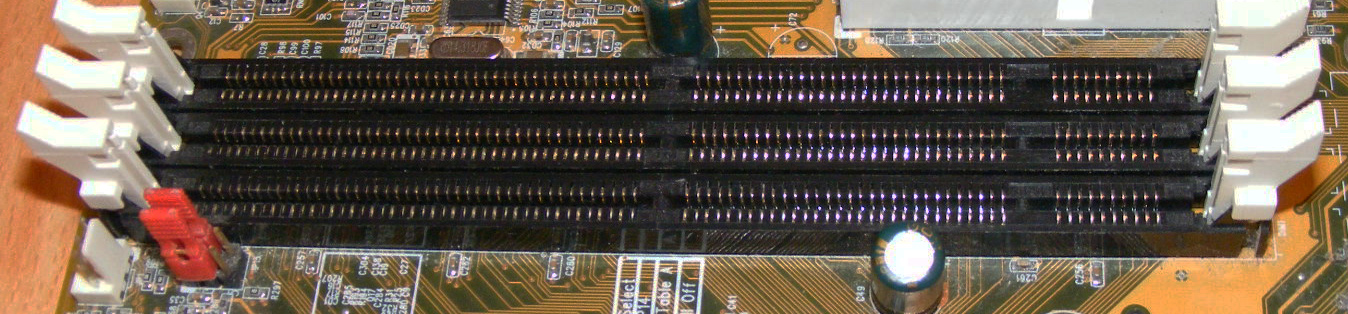
Três slots SDRAM DIMM em uma placa-mãe de computador ABIT BP6

Um DIMM (/dɪm/) (Dual In-Line Memory Module, módulo de memória dual in-line), comumente chamado de RAM stick, pente de memória ou pente de RAM, compreende uma série de circuitos integrados de memória de acesso aleatório dinâmico. Esses módulos de memória são montados em uma placa dee circuito impresso e projetados para uso em computadores pessoais, estações de trabalho, impressoras e servidores. Eles são o método predominante para adicionar memória em um sistema de computador. A grande maioria dos DIMMs é padronizada pelos padrões JEDEC, embora existam DIMMs proprietários. Os DIMMs vêm em uma variedade de velocidades e tamanhos, mas geralmente têm um de dois comprimentos - PC com 133,35 mm (5,25 pol.).

## História
Os DIMMs (Dual In-line Memory Module) foram uma atualização dos anos 90 para SIMMs (Single In-line Memory Modules) quando os processadores Pentium baseados em Intel P5 começaram a ganhar participação de mercado. O Pentium tinha uma largura de barramento de 64 bits, o que exigiria SIMMs instalados em pares combinados para preencher o barramento de dados. O processador acessaria então os dois SIMMs em paralelo.
Os DIMMs foram introduzidos para eliminar essa desvantagem. Os contatos nos SIMMs em ambos os lados são redundantes, enquanto os DIMMs possuem contatos elétricos separados em cada lado do módulo. Isso lhes permitiu dobrar o caminho de dados de 32 bits do SIMM para um caminho de dados de 64 bits.
O nome "DIMM" foi escolhido como um acrônimo para Dual In-line Memory Module, simbolizando a divisão nos contatos de um SIMM em duas linhas independentes. Muitos aprimoramentos ocorreram nos módulos nos anos seguintes, mas a palavra "DIMM" permaneceu como um termo genérico para módulos de memória de computador.[carece de fontes?]

## Variantes
Variantes de DIMMs suportam RAM DDR, DDR2, DDR3, DDR4 e DDR5.
Tipos comuns de DIMMs incluem o seguinte:
|           | SDRAM     | SDR SDRAM | DDR SDRAM | DDR2 SDRAM | DDR3 SDRAM | DDR4 SDRAM | DDR5 SDRAM |                    | FPM DRAM e EDO DRAM | FB-DIMM DRAM |
| --------- | --------- | --------- | --------- | ---------- | ---------- | ---------- | ---------- | ------------------ | ------------------- | ------------ |
| DIMM      | 100-pinos | 168-pinos | 184-pinos | 240-pinos  | 240-pinos  | 288-pinos  | 288-pinos  | 168-pinos          | 240-pinos           |              |
| SO-DIMM   | —         | 144-pinos | 200-pinos | 200-pinos  | 204-pinos  | 260-pinos  | 262-pinos  | 72-pinos/144-pinos | —                   |              |
| MicroDIMM | —         | 144-pinos | 172-pinos | 214-pinos  | —          | —          | —          | —                  | —                   |              |
| 1.        |           |           |           |            |            |            |            |                    |                     |              |

70 a 200 pinos
- SO-DIMM de 72 pinos (não é o mesmo que um SIMM de 72 pinos), usado para FPM DRAM e EDO DRAM
- DIMM de 100 pinos, usado para SDRAM de impressora
- SO-DIMM de 144 pinos, usado para SDR SDRAM (menos frequentemente para DDR2 SDRAM)
- DIMM de 168 pinos, usado para SDR SDRAM (com menos frequência para FPM/EDO DRAM em estações de trabalho/servidores, pode ser 3,3 ou 5 V)
- MicroDIMM de 172 pinos, usado para DDR SDRAM
- DIMM de 184 pinos, usado para DDR SDRAM
- SO-DIMM de 200 pinos, usado para DDR SDRAM e DDR2 SDRAM
- DIMM de 200 pinos, usado para FPM/EDO DRAM em algumas estações de trabalho e servidores Sun.

201 a 300 pinos
- SO-DIMM de 204 pinos, usado para DDR3 SDRAM
- MicroDIMM de 214 pinos, usado para DDR2 SDRAM
- DIMM de 240 pinos, usado para DDR2 SDRAM, DDR3 SDRAM e FB-DIMM DRAM
- MiniDIMM de 244 pinos, usado para DDR2 SDRAM
- SO-DIMM de 260 pinos, usado para DDR4 SDRAM
- SO-DIMM de 260 pinos, com posição de entalhe diferente do DDR4 SO-DIMMs, usado para UniDIMMs que podem transportar SDRAM DDR3 ou DDR4
- DIMM de 278 pinos, usado para SDRAM de alta densidade HP.
- DIMM de 288 pinos, usado para DDR4 SDRAM e DDR5 SDRAM[2]

## SO-DIMM

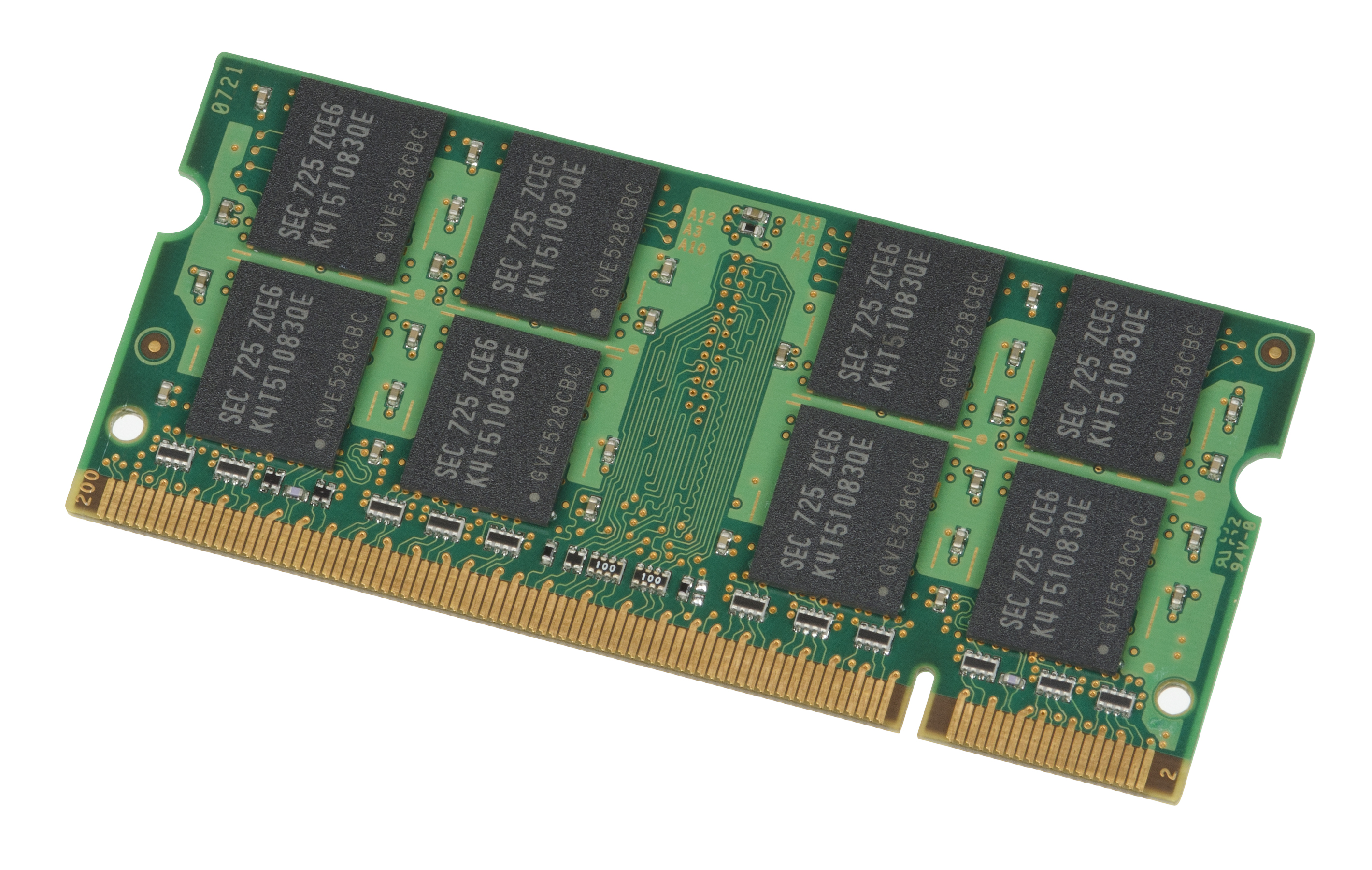
Um módulo PC2-5300 DDR2 SO-DIMM de 200 pinos

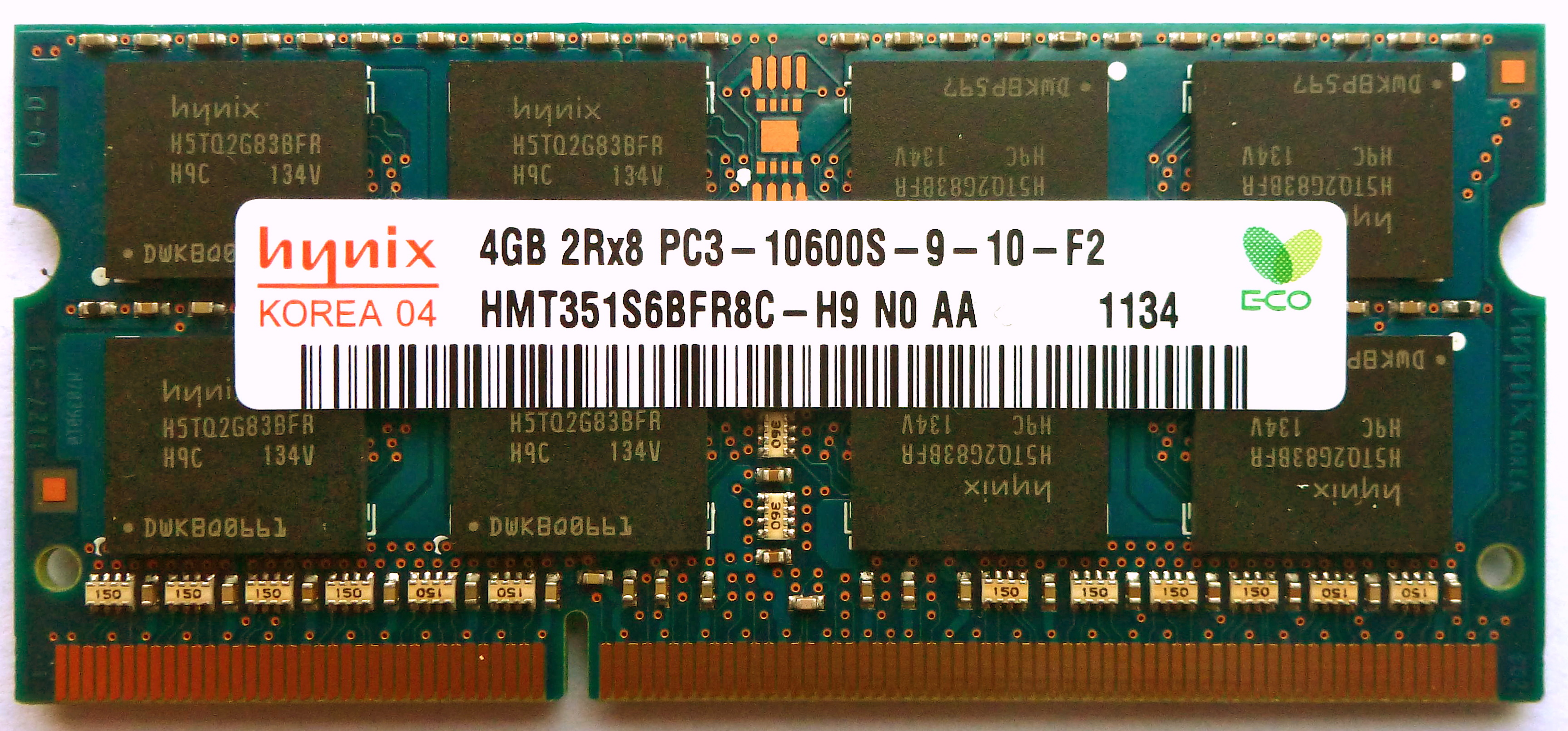
Um módulo PC3-10600 DDR3 SO-DIMM de 204 pinos

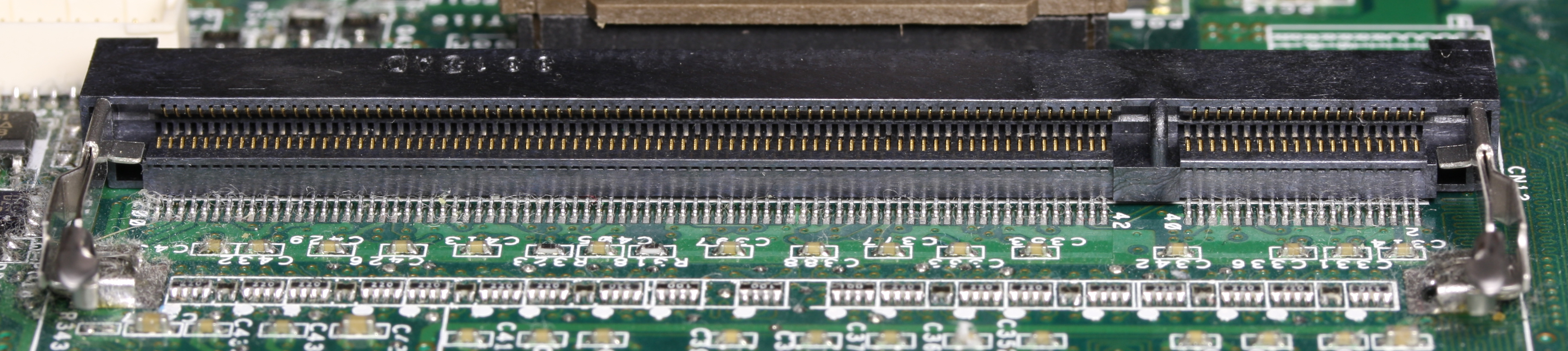
Um slot SO-DIMM na placa-mãe do computador

Um SO-DIMM (pronuncia-se "so-dimm" /ˈsoʊdɪm/, também escrito " SODIMM") ou pequeno contorno DIMM, é uma alternativa menor para um DIMM, sendo aproximadamente metade do tamanho físico de um DIMM regular.
Os SO-DIMMs são frequentemente usados em sistemas com espaço limitado, que incluem laptops, computadores pessoais de tamanho reduzido, como os baseados em placas-mãe Nano-ITX, impressoras de escritório atualizáveis de última geração e hardware de rede, como roteadores e dispositivos NAS. Eles geralmente estão disponíveis com o mesmo caminho de dados de tamanho e classificações de velocidade dos DIMMs regulares, embora normalmente com capacidades menores.

## SDR SDRAM de 168 pinos

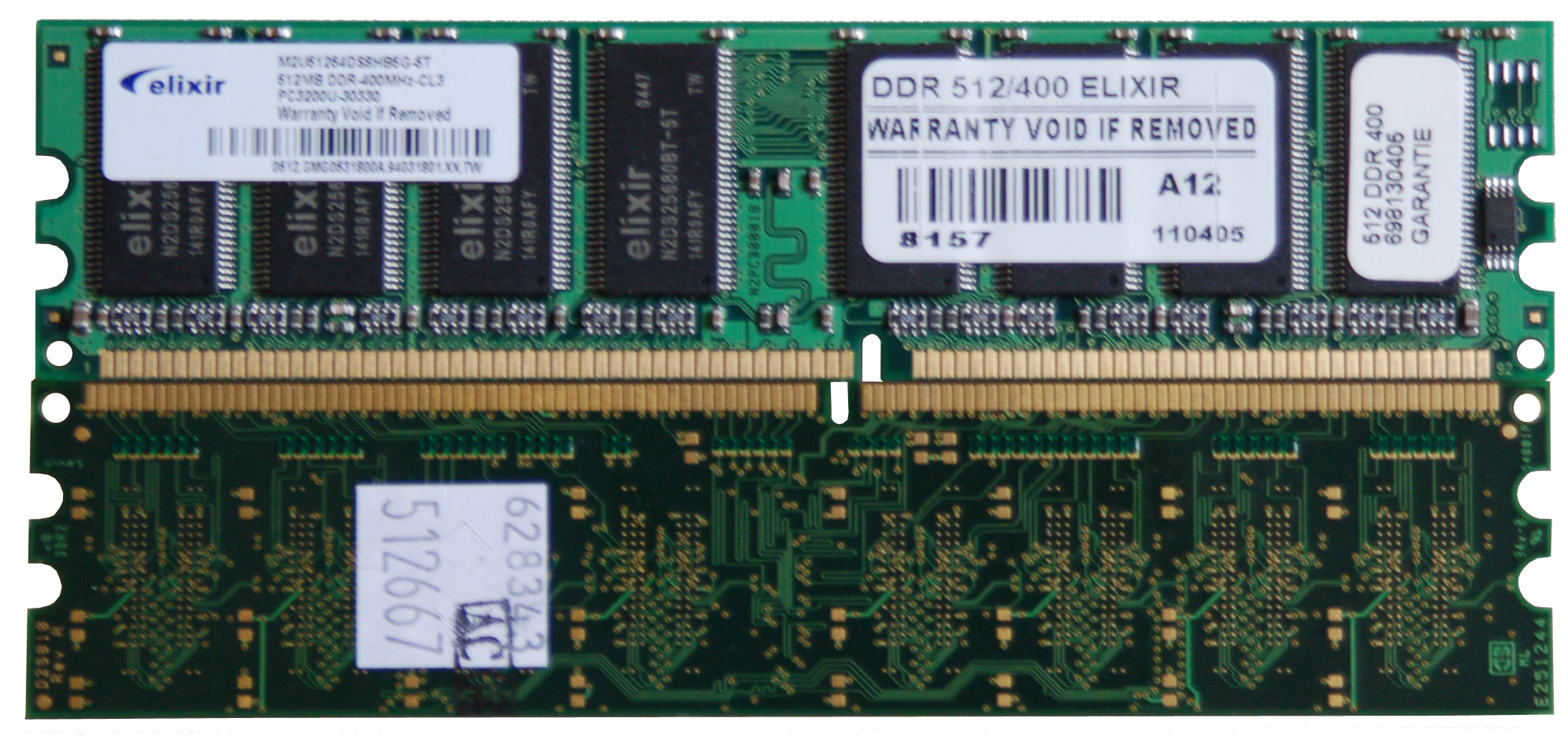
Posições dos entalhes nos módulos DIMM DDR (superior) e DDR2 (inferior)

Na borda inferior dos DIMMs de 168 pinos há dois entalhes, e a localização de cada entalhe determina um recurso específico do módulo. O primeiro entalhe é a posição da chave DRAM, que representa os tipos de DIMM RFU (uso futuro reservado), registrado e sem buffer (posição esquerda, intermediária e direita, respectivamente). O segundo entalhe é a posição da chave de tensão, que representa os tipos de DIMM 5,0 V, 3,3 V e RFU (a ordem é a mesma acima).

## DDR DIMMs

16 GiB DDR4-2666 1.2V UDIMM

DDR, DDR2, DDR3, DDR4 e DDR5 têm contagens de pinos diferentes e/ou posições de entalhe diferentes. Em outubro de 2022, DDR5 SDRAM é um tipo emergente moderno de memória dinâmica de acesso aleatório (DRAM) com uma interface de alta largura de banda ("taxa de dados dupla") e está em uso desde 2020. É o sucessor de alta velocidade para DDR, DDR2, DDR3 e DDR4. A DDR5 SDRAM não é compatível nem para frente nem para trás com qualquer tipo anterior de memória de acesso aleatório (RAM) devido a diferentes voltagens de sinalização, temporizações, bem como outros fatores diferentes entre as tecnologias e sua implementação.

## SPD EEPROM
A capacidade de um DIMM e outros parâmetros operacionais podem ser identificados com detecção de presença serial (SPD), um chip adicional que contém informações sobre o tipo de módulo e tempo para o controlador de memória seja configurado corretamente. O SPD EEPROM se conecta ao System Management Bus e também pode conter sensores térmicos (TS-on-DIMM ).

## Correção de erros
Os DIMMs ECC são aqueles que possuem bits de dados extras que podem ser usados pelo controlador de memória do sistema para detectar e corrigir erros. Existem vários esquemas ECC, mas talvez o mais comum seja a Correção de Erro Único, Detecção de Erro Duplo (SECDED), que usa um byte extra por palavra de 64 bits. Os módulos ECC geralmente carregam um múltiplo de 9 em vez de um múltiplo de 8 chips.

## Ranking
Às vezes, os módulos de memória são projetados com dois ou mais conjuntos independentes de chips DRAM conectados ao mesmo endereço e barramentos de dados; cada um desses conjuntos é chamado de classificação . Postos que compartilham o mesmo slot, apenas um posto pode ser acessado a qualquer momento; é especificado ativando o sinal de seleção de chip (CS) da classificação correspondente. As outras fileiras do módulo são desativadas durante a operação tendo seus sinais CS correspondentes desativados. Atualmente, os DIMMs são comumente fabricados com até quatro fileiras por módulo. Os fornecedores de DIMMs de consumo começaram recentemente a distinguir entre DIMMs simples e duplos.
Depois que uma palavra de memória é buscada, a memória normalmente fica inacessível por um longo período de tempo enquanto os amplificadores de detecção são carregados para acessar a próxima célula. Ao intercalar a memória (por exemplo, as células 0, 4, 8, etc. são armazenadas juntas em uma classificação), os acessos sequenciais à memória podem ser realizados mais rapidamente porque os amplificadores de sentido têm 3 ciclos de tempo ocioso para recarga, entre os acessos.
Os DIMMs geralmente são chamados de "lado único" (single-sided) ou "lado duplo" (double-sided) para descrever se os chips DRAM estão localizados em um ou em ambos os lados da placa de circuito impresso (PCB) do módulo. No entanto, esses termos podem causar confusão, pois o layout físico dos chips não necessariamente está relacionado à forma como eles são logicamente organizados ou acessados.
O JEDEC decidiu que os termos "dupla face", "dupla face" ou "banco duplo" não eram corretos quando aplicados a DIMMs registrados (RDIMMs).

## Organização
A maioria dos DIMMs é construída usando chips de memória "×4" ("por quatro") ou "×8" ("por oito") com nove chips por lado; "×4" e "×8" referem-se à largura de dados dos chips DRAM em bits.
No caso de DIMMs registrados "×4", a largura de dados por lado é de 36 bits; portanto, o controlador de memória (que requer 72 bits) precisa endereçar os dois lados ao mesmo tempo para ler ou escrever os dados de que precisa. Nesse caso, o módulo de dois lados é de classificação única. Para DIMMs registrados "×8", cada lado tem 72 bits de largura, portanto, o controlador de memória endereça apenas um lado por vez (o módulo de dois lados tem classificação dupla).
O exemplo acima se aplica à memória ECC que armazena 72 bits em vez dos 64, mais comuns. Também haveria um chip extra por grupo de oito, que não é contado.

## Velocidades
Para várias tecnologias, existem certas frequências de clock de barramento e dispositivo que são padronizadas; há também uma nomenclatura decidida para cada uma dessas velocidades para cada tipo.
Os DIMMs baseados em DRAM de taxa de dados única (SDR) têm a mesma frequência de barramento para dados, endereço e linhas de controle. DIMMs baseados em DRAM DRAM (DDR) têm dados, mas não o estroboscópio com o dobro da taxa do clock; isso é obtido marcando tanto a borda ascendente quanto a descendente dos estrobos de dados. O consumo de energia e a tensão diminuíram gradualmente a cada geração de DIMMs baseados em DDR.
Outra influência é a latência do Strobe de Acesso à Coluna (CAS), ou CL, que afeta a velocidade de acesso à memória. Este é o tempo de atraso entre o comando READ e o momento em que os dados estão disponíveis.
| Chip    | Módulo | Clock efetivo | Taxa de transferência | Voltagem |
| ------- | ------ | ------------- | --------------------- | -------- |
| SDR-66  | PC-66  | 66 MHz        | 66 MT/s               | 3,3 V    |
| SDR-100 | PC-100 | 100 MHz       | 100 MT/s              | 3,3 V    |
| SDR-133 | PC-133 | 133 MHz       | 133 MT/s              | 3,3 V    |

| Chip    | Módulo  | Clock de memória | Clock de Barramento I/O | Taxa de transferência | Voltagem |
| ------- | ------- | ---------------- | ----------------------- | --------------------- | -------- |
| DDR-200 | PC-1600 | 100 MHz          | 100 MHz                 | 200 MT/s              | 2,5 V    |
| DDR-266 | PC-2100 | 133 MHz          | 133 MHz                 | 266 MT/s              | 2,5 V    |
| DDR-333 | PC-2700 | 166 MHz          | 166 MHz                 | 333 MT/s              | 2,5 V    |
| DDR-400 | PC-3200 | 200 MHz          | 200 MHz                 | 400 MT/s              | 2,5 V    |

| Chip      | Módulo   | Clock de memória | Clock de Barramento I/O | Taxa de transferência | Voltagem |
| --------- | -------- | ---------------- | ----------------------- | --------------------- | -------- |
| DDR2-400  | PC2-3200 | 200 MHz          | 200 MHz                 | 400 MT/s              | 1,8 V    |
| DDR2-533  | PC2-4200 | 266 MHz          | 266 MHz                 | 533 MT/s              | 1,8 V    |
| DDR2-667  | PC2-5300 | 333 MHz          | 333 MHz                 | 667 MT/s              | 1,8 V    |
| DDR2-800  | PC2-6400 | 400 MHz          | 400 MHz                 | 800 MT/s              | 1,8 V    |
| DDR2-1066 | PC2-8500 | 533 MHz          | 533 MHz                 | 1066 MT/s             | 1,8 V    |

| Chip      | Módulo    | Clock de memória | Clock de Barramento I/O | Taxa de transferência | Voltagem |
| --------- | --------- | ---------------- | ----------------------- | --------------------- | -------- |
| DDR3-800  | PC3-6400  | 400 MHz          | 400 MHz                 | 800 MT/s              | 1,5 V    |
| DDR3-1066 | PC3-8500  | 533 MHz          | 533 MHz                 | 1066 MT/s             | 1,5 V    |
| DDR3-1333 | PC3-10600 | 667 MHz          | 667 MHz                 | 1333 MT/s             | 1,5 V    |
| DDR3-1600 | PC3-12800 | 800 MHz          | 800 MHz                 | 1600 MT/s             | 1,5 V    |
| DDR3-1866 | PC3-14900 | 933 MHz          | 933 MHz                 | 1866 MT/s             | 1,5 V    |
| DDR3-2133 | PC3-17000 | 1066 MHz         | 1066 MHz                | 2133 MT/s             | 1,5 V    |
| DDR3-2400 | PC3-19200 | 1200 MHz         | 1200 MHz                | 2400 MT/s             | 1,5 V    |

| Chip      | Módulo    | Clock de memória | Clock de Barramento I/O | Taxa de transferência | Voltagem |
| --------- | --------- | ---------------- | ----------------------- | --------------------- | -------- |
| DDR4-1600 | PC4-12800 | 800 MHz          | 800 MHz                 | 1600 MT/s             | 1,2 V    |
| DDR4-1866 | PC4-14900 | 933 MHz          | 933 MHz                 | 1866 MT/s             | 1,2 V    |
| DDR4-2133 | PC4-17000 | 1066 MHz         | 1066 MHz                | 2133 MT/s             | 1,2 V    |
| DDR4-2400 | PC4-19200 | 1200 MHz         | 1200 MHz                | 2400 MT/s             | 1,2 V    |
| DDR4-2666 | PC4-21300 | 1333 MHz         | 1333 MHz                | 2666 MT/s             | 1,2 V    |
| DDR4-3200 | PC4-25600 | 1600 MHz         | 1600 MHz                | 3200 MT/s             | 1,2 V    |

## Fatores de forma

Uma comparação entre SO-DIMMs SDRAM DDR e DDR2 de 200 pinos e um módulo SO-DIMM DDR3 de 204 pinos

Vários fatores de forma são comumente usados em DIMMs. Os DIMMs de DRAM síncrona de taxa de dados única (SDR SDRAM) foram fabricados principalmente em alturas de 1,5 polegadas (38 mm) e 1,7 polegadas (43 mm). Quando os servidores de montagem em rack 1U começaram a se tornar populares, esses DIMMs registrados em fator de forma tiveram que se conectar a soquetes DIMM angulares para caber na caixa de 1,75 polegadas (44 mm) de altura. Para aliviar esse problema, os próximos padrões de DDR DIMMs foram criados com uma altura de "perfil baixo" (LP) de cerca de 1,2 polegadas (30 mm). Eles se encaixam em soquetes DIMM verticais para uma plataforma 1U.
Com o advento dos servidores blade, os slots angulares tornaram-se mais uma vez comuns para acomodar DIMMs de fator de forma LP nessas caixas com espaço limitado. Isso levou ao desenvolvimento do DIMM de fator de forma Very Low Profile (VLP) com uma altura de cerca de 0,72 polegadas (18 mm). O padrão DDR3 JEDEC para altura VLP DIMM é de cerca de 0,740 polegadas (18,8 mm). Estes caberão verticalmente nos sistemas ATCA.
Os DIMMs DDR2 e DDR3 de 240 pinos de altura total são todos especificados em uma altura de cerca de 1,18 polegadas (30 mm) pelos padrões definidos pela JEDEC. Esses fatores de forma incluem DIMM de 240 pinos, SO-DIMM, Mini-DIMM e Micro-DIMM.
Os DIMMs DDR4 de 288 pinos de altura total são ligeiramente mais altos do que seus equivalentes DDR3 em 1,23 polegadas (31 mm). Da mesma forma, os DIMMs VLP DDR4 também são ligeiramente mais altos do que seus equivalentes DDR3 em quase 0,74 polegadas (19 mm).
A partir do segundo trimestre de 2017, a Asus tinha um "DIMM.2" baseado em PCI-E que possui um soquete semelhante aos DIMMs DDR3 e é usado para colocar um módulo para conectar até duas unidades de estado sólido M.2 NVMe. No entanto, ele não pode usar RAM do tipo DDR comum e não tem muito suporte além do Asus.
DIMMs regulares geralmente têm 133,35 mm de comprimento, SO-DIMMs 67,6 mm.